# 麦格劳希尔
麦格劳希尔（McGraw Hill）是美国三大教育出版社之一  和教育產品提供商。麥格勞希爾在全球28个国家/地区开展业务，并在全球135个国家/地区提供60多種語言的产品和服务。 
麦格劳希尔前身为The McGraw Hill Companies （后更名为McGraw Hill Financial ，现为S&P Global ）的一个部门，于2013年3月被阿波羅全球管理以24亿美元现金收购。   McGraw Hill于2021年又以45亿美元的价格被出售给Platinum Equity。